# Pierre-Augustin Caron de Beaumarchais
Pierre-Augustin Caron de Beaumarchais (Parigi, 24 gennaio 1732 – Parigi, 18 maggio 1799) è stato un drammaturgo e polemista francese.

## Biografia
Studiò da bambino la chitarra, il flauto, l'arpa e la viola. All'età di tredici anni abbandonò la scuola e poco dopo anche la bottega del padre, orologiaio. Da questo momento iniziò a condurre una vita disordinata ed avventurosa che lo avrebbe portato alla ricchezza, al successo, al piacere e all'ispirazione letteraria.
Grazie al matrimonio con una ricca vedova riuscì ad inserirsi nei più importanti circoli letterari dell'epoca e, con l'aiuto del finanziere Paris-Duverney, accumulò una colossale ricchezza in brevissimo tempo. Entrato a corte, insegnò musica alle principesse reali e venne nominato Primo Segretario di Luigi XV.
Arricchitosi in speculazioni finanziarie subì due processi, per cui scrisse contro il consigliere Goezman quattro Memoires (1774), libelli arguti e frizzanti di satira. Perse le cause, ma venne favorito dal pubblico per la sua vivacità di polemista.
Fu poi agente segreto della corte francese, fondò la società degli autori drammatici che propose il riconoscimento del diritto d'autore che l'Assemblea nazionale costituente concederà nel 1791, fornì armi ai ribelli americani e, dopo gravi opposizioni della censura, del guardasigilli reale e di Luigi XVI in persona, fece rappresentare la sua opera Le Mariage de Figaro (1784) ricevendo una tiepida accoglienza da parte della critica ed un enorme successo di pubblico, di moda e di costume.
Frequentò a lungo il salotto mondano del principe di Conti, Gran Priore dell'Ordine di Malta, che gli assegnò una pensione vitalizia di 1900 lire.
La Rivoluzione lo privò delle sue cariche. Egli divenne agente della Convenzione: rifugiatosi ad Amburgo, rientrò successivamente in patria. Prodigiosamente attivo nei suoi affari, portò la sua esperienza sulla scena, in particolare con la commedia d'intrigo e riuscì a mettere assieme grandezza della trama, satira sociale e rimostranze contro le ingiustizie.
Era già famoso per il Barbier de Séville, composto nel 1773 (dal quale Paisiello e Rossini trassero un'opera lirica ciascuno rispettivamente nel 1782 e nel 1816), ispiratogli da un viaggio in Spagna in soccorso della sorella Lisette abbandonata dal suo promesso sposo, José Clavijo y Fajardo, ma nel Le Mariage de Figaro, composto nel 1778 (dal quale Mozart trasse l'opera omonima nel 1786), propugnò la difesa degli umili trasformandola in apologia del popolo. La trilogia è completata dalla Mère coupable, composta tra il 1789 ed il 1790 (dalla quale Milhaud trasse l'opera omonima nel 1966), ideale compimento delle vicende riguardanti la famiglia d'Almaviva, che si discosta dalle altre due opere in quanto è un dramma morale. Scrisse anche altri due drammi: Eugenie (1767) e Les Deux Amis (1770).
L'originalità di Beaumarchais va ricercata non tanto nella trama e nella caratterizzazione dei personaggi, quanto nel modo personale con cui racconta le vicende: ritmo, gaiezza, piglio e un linguaggio spontaneo e autentico. 

Se la scrittura delle sue opere è talvolta precipitosa, se il suo cogliere a piene mani da situazioni e trovate di altri autori pare fin troppo disinvolto, se come autore di teatro si fa guidare più dall'intuito che dalla tecnica, se il suo utilizzo di motti di spirito è fin troppo abusato, nonostante tutto questo la sua opera ha assunto una rilevanza storica e il teatro dell'Ottocento, dalla commedia al vaudeville deriva da lui.
Ebbe relazioni con Gluck, Salieri, Paisiello e Piccinni.

## Opere

### Teatro
- Eugénie, 1767
- Les Deux Amis, ou le Négociant de Lyon, 1770
- Il barbiere di Siviglia o la precauzione inutile (Le Barbier de Séville ou la Précaution inutile, 1775)
- La folle giornata o Il matrimonio di Figaro (La Folle journée, ou le Mariage de Figaro, 1784)
- L'Altro Tartufo o La madre colpevole (L’Autre Tartuffe, ou la Mère coupable, 1792)

### Libretto d'opera
- Tarare (Tarare, 1787), musica di Antonio Salieri